# Sutter Creek
Sutter Creek is een plaats in Amador County in Californië in de VS.

## Geschiedenis

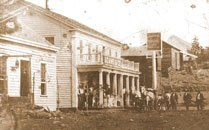
Sutter Creek in 1853

Het kreeg zijn naam van John Sutter. Een aantal mensen die op pad gestuurd waren door hem om naar hout te zoeken, ontdekten goud in Coloma en zorgde hiermee voor het ontstaan van de California Gold Rush. Sutter Creek werd een plaats waar mensen heen kwamen die snel rijk wilden worden. Sutter zelf bezocht deze plaats maar één keer. In 1851 werd daar ook kwarts ontdekt, wat voor vele jaren een groot deel van de economie in beslag nam. De mijnen bleven operatief tot de jaren 50. Vandaag is het vooral een toeristische trekpleister met vele restaurants en winkels.

## Geografie
De totale oppervlakte bedraagt 4,3 km² (1,7 mijl²) wat allemaal land is.

## Demografie
Volgens de census van 2000 bedroeg de bevolkingsdichtheid 532,5/km² (1377,3/mijl²) en bedroeg het totale bevolkingsaantal 2303 dat bestond uit:
- 91,45% blanken
- 0,22% zwarten of Afrikaanse Amerikanen
- 1,30% inheemse Amerikanen
- 1,04% Aziaten
- 0,30% mensen afkomstig van eilanden in de Grote Oceaan
- 2,13% andere
- 3,56% twee of meer rassen
- 5,82% Spaans of Latino

Er waren 1025 gezinnen en 658 families in Sutter Creek. De gemiddelde gezinsgrootte bedroeg 2,25.

## Plaatsen in de nabije omgeving
De onderstaande figuur toont nabijgelegen plaatsen in een straal van 24 km rond Sutter Creek.